# Ляминский проезд
Ля́минский прое́зд — проезд в Восточном административном округе города Москвы на территории района Сокольники.

## История
Проезд получил своё название в конце XIX века по фамилии одного из домовладельцев.

## Расположение
Ляминский проезд проходит по территории парка «Сокольники» от 5-го Лучевого просека на восток до 6-го Лучевого просека по несколько выгнутой к северу дуге. Нумерация домов начинается от 5-го Лучевого просека.

## Транспорт

### Наземный транспорт
По Ляминскому проезду не проходят маршруты наземного общественного транспорта. У восточного конца проезда расположены остановки «Санаторий „Сокольники“» автобуса 75, «Большая Ширяевская улица» трамваев 25, 46.

### Метро
- Станция метро «Сокольники» Сокольнической линии и «Сокольники» Большой кольцевой линии (соединены переходом) — южнее проезда, на Сокольнической площади